# Anatomia dels gats

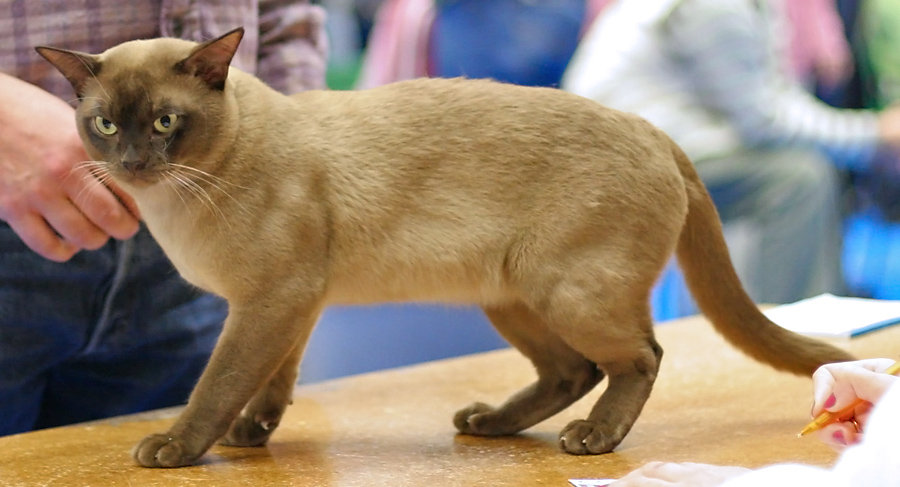
Vista externa d'un gat

L'anatomia dels gats és la pròpia d'un mamífer quadrúpede.

## Vista general

Diagrama de l'anatomia interna d'un gat

### Regions
El cos dels gats es divideix en diverses regions distintes. Hi ha una regió axial que va des del cap fins a la cua, passant pel coll, el tòrax, l'abdomen i la pelvis. Així mateix, hi ha una regió apendicular que es compon de les dues extremitats anteriors (o toràciques), que sorgeixen del tòrax, i les dues extremitats posteriors (o pelvianes), que sorgeixen de la pelvis.
Les extremitats també es divideixen, al seu torn, en regions. Les extremitats toràciques consisteixen en les espatlles, els braços, els colzes, els avantbraços, els carps i les mans. Les extremitats pelvianes consisteixen en el maluc, les cuixes, els genolls, les cames, els tarsos i els peus.

### Cavitats
La part axial conté diverses cavitats. El diafragma separa la cavitat toràcica, al davant, de la cavitat abdominopelviana, al darrere.
Al seu torn, la cavitat toràcica es compon de dues cavitats pleurals, cadascuna a una banda i cadascuna amb un pulmó. L'espai que separa aquestes dues cavitats, el mediastí, conté la cavitat pericàrdica, l'esòfag i la tràquea. El cor es troba a la cavitat pericàrdica.
Per convenció, la cavitat abdominopelviana (o peritoneal) és dividida per un eix imaginari entre la cavitat abdominal, al davant, i la cavitat pelviana, al darrere. La cavitat abdominal conté bàsicament els òrgans digestius, mentre que la pelviana alberga bàsicament els òrgans urinaris i genitals.
Les cavitats pleurals, la pericàrdica i la peritoneal presenten un espai virtual entre la paret i els òrgans que contenen.

## Esquelet

Esquema de l'esquelet d'un gat

L'esquelet dels gats es compon d'un gran nombre d'ossos (de l'ordre de 230), amb una part axial i una altra d'apendicular.
El crani constitueix la major part de l'esquelet del cap. Es compon d'un conjunt de 24 ossos: les premaxil·les, els maxil·lars superiors, els nasals, els etmoides, el vòmer, els palatins, els lacrimals, els frontals, els zigomàtics, els parietals, l'interparietal, l'occipital, l'esfenoide, el preesfenoide i els temporals. A sota del crani se situen la mandíbula i els ossos del complex hioide.
Darrere del crani hi ha la columna vertebral, que va des del coll fins a la cua i es compon d'una quarantena o cinquantena de vèrtebres. S'hi poden diferenciar cinc regions: la cervical, amb set vèrtebres; la toràcica, amb tretze vèrtebres; la lumbar, amb set vèrtebres; la sacra, composta d'un sol os, el sacre; i la caudal, amb un nombre variable de vèrtebres, generalment entre 18 i 23.
L'esquelet del tòrax es compon de la part toràcica de la columna vertebral, associada a tretze parells de costelles i l'estèrnum, que se subdivideix en un mànec, el cos i l'apòfisi xifoide.

### Esquelet apendicular
L'esquelet apendicular comprèn els ossos de les diverses extremitats.
Cada extremitat toràcica es compon de 31 ossos: la clavícula i l'omòplat a l'espatlla; l'húmer al braç; el radi i l'ulna a l'avantbraç; els set ossos del carp (escafolunar, piramidal, pisiforme, trapezi, trapezoide, gran del carp i ganxut); cinc metacarpians i catorze falanges a la mà.
Cada extremitat pelviana es compon de 29 ossos: el coxal al maluc; el fèmur a la cuixa; la ròtula al genoll; la tíbia i el peroné a la cama; els set ossos del tars (astràgal, calcani, navicular, cuny medial, cuny intermedi, cuny lateral i cuboide); cinc metatarsians i dotze falanges al peu.

## Aparell digestiu
L'aparell digestiu dels gats es divideix en una secció ingestiva, composta per la boca, la faringe i l'esòfag; una secció digestiva; i una secció ejectiva, composta per l'estómac, l'intestí prim i l'intestí gros. Hi ha estructures annexes a l'aparell digestiu, com ara les dents, les glàndules salivals, el fetge i el pàncrees.

### Tub digestiu
El tub digestiu és format per la boca, la faringe, l'esòfag, l'estómac, l'intestí prim, l'intestí gros i l'anus.
Entre altres coses, la boca conté les dents i la part lliure de la llengua. El seu límit anterior són els llavis, que juntament amb les dents delimiten l'espai conegut com a «vestíbul». Les dents delimiten la cavitat oral pròpiament dita. Els gats tenen trenta dents: dotze incisives, quatre canines, deu premolars i quatre molars. Els gatons encara no presenten molars. Bona part de la llengua mòbil està coberta de papil·les filiformes. Al darrere, la boca porta a la faringe, concretament a l'orofaringe, que al seu torn mena a la laringofaringe. L'orofaringe té la base de la llengua a la part inferior i les amígdales palatines als costats.
L'esòfag, que segueix la faringe, és un tub situat al mediastí que baixa del coll a l'abdomen després de travessar el diafragma. Posteriorment, desemboca a l'estómac pel càrdies. L'estómac és una porció dilatada del tub digestiu amb forma de jota. Es divideix en una part superior, el fons, i una d'inferior, el cos. La seva extremitat inferior és el pílor.
El pílor comunica amb l'intestí prim, un tub llarg empaquetat dins la cavitat abdominal. Es compon de tres parts: el duodè, el jejú i l'ili. L'ili desguassa en l'intestí gros per la vàlvula ileocecal. L'intestí gros consisteix en el cec, el còlon ascendent, el còlon transvers, el còlon descendent i el recte. El recte porta a l'anus.

### Òrgans annexos
Els òrgans annexos del tub digestiu són les glàndules salivals, el fetge, el pàncrees i les glàndules anals.
Hi ha cinc parells de glàndules salivals: paròtides, mandibulars, sublinguals, molars i zigomàtiques. Les paròtides es troben davant de les orelles, les mandibulars sota les paròtides, darrere de la mandíbula, i les sublinguals davant de les mandibulars. Les molars es troben prop de l'angle de la mandíbula i les zigomàtiques al sostre de les òrbites. Cadascuna té un canal que la connecta a la boca.
El fetge, la víscera més grossa, se situa a l'abdomen, contra el diafragma. El lligament falciforme delimita una part esquerra i una part dreta. El fetge es compon de sis lòbuls: lateral esquerre, medial esquerre, quadrat, medial dret, lateral dret i caudat. Entre els lòbuls quadrat i medial dret hi ha la fossa cística, on es troba la vesícula biliar. El fetge i la vesícula biliar estan comunicats per dos conductes hepàtics i un conducte cístic. La seva confluència forma el conducte colèdoc. Aquest conducte s'uneix amb la papil·la de Vater, que s'obre al duodè.
El pàncrees se situa a sobre de la part inicial del tub digestiu abdominal. Es compon de dues parts: el cap, a proximitat del duodè, i la cua, propera a l'estómac. Dos conductes el connecten amb el tub digestiu. El conducte pancreàtic principal desemboca a l'ampul·la de Vater. El conducte pancreàtic accessori va directament al duodè.
Les glàndules anals són dues glàndules que s'obren al recte, prop de l'anus.

## Aparell respiratori
L'aparell respiratori dels gats es compon de les vies respiratòries i els pulmons. Les vies respiratòries consisteixen en les cavitats nasals, la faringe, la laringe, la tràquea i els bronquis.
Les cavitats nasals són dues cavitats situades a sobre de la cavitat oral, de la qual les separa el paladar. S'obren cap a l'exterior pels narius i cap a la faringe per les coanes, a l'altura de la nasofaringe. La faringe, constituïda per dues parts (orofaringe i laringofaringe), s'obre cap a la laringe a l'altura de la laringofaringe.
La laringe es compon de diversos cartílags, dels quals els principals són, al davant, el cartílag epiglòtic a dalt i el cartílag tiroide a baix; i, al darrere, el cartílag cricoide, amb forma d'anell. Així mateix, hi ha petits cartílags parells, els aritenoides, situats contra el cartílag cricoide. El relleu de la laringe està marcat per dos parells de plecs, els plecs anteriors o falses cordes vocals, entre els cartílags aritenoides i epiglòtic, i els plecs posteriors o autèntiques cordes vocals, entre els cartílags aritenoides i tiroide.
La tràquea segueix la laringe. Es dirigeix cap enrere i passa del coll al tòrax, en el si del mediastí. La tràquea dona dos bronquis principals, l'esquerre i el dret, cadascun del qual es divideix en el si del pulmó corresponent. Després de diverses divisions, donen els bronquíols, que es divideixen al seu torn i donen els conductes alveolars que desemboquen en els alvèols. Els pulmons són òrgans parells, compost cadascun de tres lòbuls: anterior, medial i posterior. A més a més, el pulmó dret presenta un lòbul accessori, subdivisió del lòbul posterior.

## Aparell urinari
L'aparell urinari dels gats es compon de dos ronyons, dos urèters, la bufeta i la uretra. Aquesta última difereix entre el mascle i la femella.
Els ronyons són òrgans retroperitoneals (situats sota el peritoneu) de la regió lumbar. Tenen forma de mongeta, amb la vora lateral convexa i la vora medial còncava. L'hil es troba al costat medial. S'hi pot distingir una zona cortical granulosa i una zona medul·lar estriada. La regió medul·lar forma una piràmide buida, el vèrtex medial de la qual toca la pelvis renal.
Els urèters són dos conductes fonamentalment retroperitoneals que connecten cada pelvis renal amb la bufeta. La bufeta és un òrgan buit que creix o decreix segons el volum que contingui. De l'extremitat posterior de la bufeta neix la uretra, un conducte que la connecta a l'exterior. Aquest conducte pelvià porta al vestíbul vulvar en les femelles i es perllonga en una secció peniana en els mascles.

## Aparell reproductor
L'aparell reproductor del gat difereix totalment entre la femella i el mascle.

### Femella

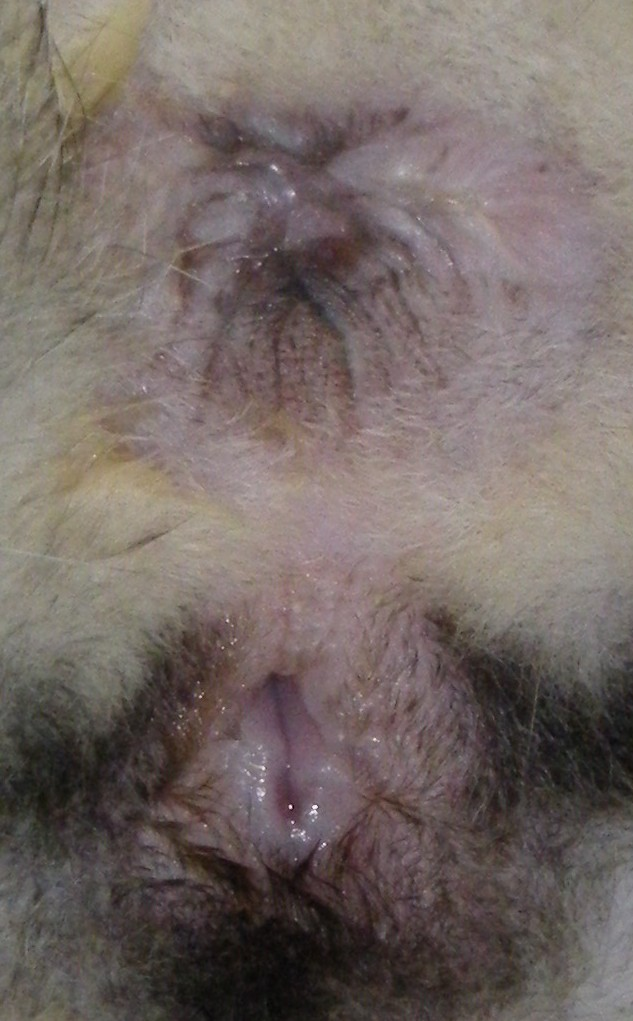
Perineu d'una gata

L'aparell reproductor femení es compon dels ovaris, les trompes de Fal·lopi, l'úter, la vagina i la vulva.
Els ovaris són òrgans ovalats situats prop de les trompes de Fal·lopi, uns conductes connectats a l'úter. L'úter és un òrgan amb forma de i grega, compost de dues banyes que reben les trompes, d'un cos i d'un coll que s'obre vers la vagina. La vagina acaba al vestíbul, on comunica amb l'exterior. La vulva comprèn els llavis de cada banda i la part superficial del clítoris a sota.
Les gates també tenen sis mamelles: dues de toràciques, dues parelles d'abdominals i dues d'inguinals.

### Mascle

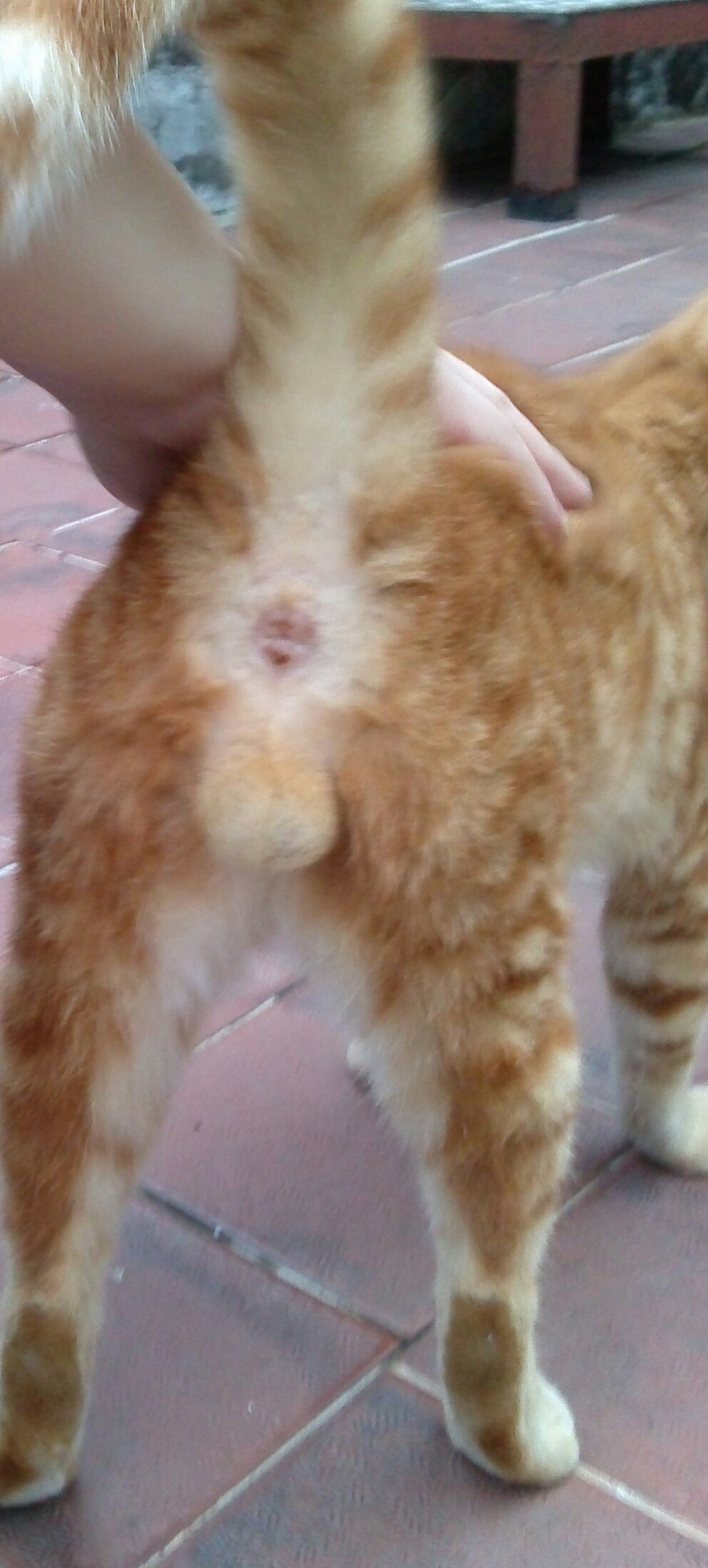
Vista posterior d'un gat mascle

L'aparell reproductor mascle es compon dels testicles, els epidídims, els conductes deferents, la pròstata i el penis.
Els testicles són òrgans ovoides situats dins de l'escrot, una excrescència cutània situada sota l'anus. Cadascun es troba en una cavitat independent, la túnica vaginal, anàloga a la cavitat peritoneal. Enganxat al testicle, l'epidídim hi comunica per mitjà dels conductes eferents. Consta d'un cap, un cos i una cua. La cua continua en forma de conducte deferent, que segueix el cordó espermàtic per sortir de l'escrot.
El cordó espermàtic travessa el canal inguinal, posteriorment el conducte deferent es dirigeix cap amunt, donant la volta a la bufeta. Els dos conductes deferents acaben a la pròstata, on enllacen amb la uretra. La uretra continua en el si del penis i acaba el seu trajecte al seu extrem distal, on s'obre a l'exterior pel meat uretral.
El penis es compon d'un cos esponjós, inferior, i de dos cossos cavernosos, superiors. El cos esponjós conté la uretra i acaba al gland. Aquest últim està cobert per un plec de pell, el prepuci. Les extremitats proximals dels cossos cavernosos es prolonguen pels pilars del penis, connectats als ossos coxals.